# Kupferbachtal, Glonnquellen und Gutterstätter Streuwiesen
Kupferbachtal, Glonnquellen und Gutterstätter Streuwiesen este o arie protejată (arie specială de conservare — SAC, sit de importanță comunitară — SCI) din Germania întinsă pe o suprafață de 103,78 ha, integral pe uscat.

## Localizare
Centrul sitului Kupferbachtal, Glonnquellen und Gutterstätter Streuwiesen este situat la coordonatele 47°57′03″N 11°50′59″E / 47.9508°N 11.8497°E.

## Înființare
Situl Kupferbachtal, Glonnquellen und Gutterstätter Streuwiesen a fost declarat sit de importanță comunitară în noiembrie 2004 pentru a proteja 2 specii de plante și 2 specii de animale. Situl a fost protejat și ca arie specială de conservare în aprilie 2016.

## Biodiversitate
Situată în ecoregiunea continentală, aria protejată conține 10 habitate naturale: Pajiști cu Molinia pe soluri calcaroase, turboase sau argilos-nămoloase (Molinion caeruleae), Liziere de ierburi înalte hidrofile de câmpie și de nivel montan până la alpin, Fânețe de joasă altitudine (Alopecurus pratensis, Sanguisorba officinalis), Mlaștini calcaroase cu Cladium mariscus și specii de Caricion davallianae, Izvoare petrifiante cu formare de travertin (Cratoneurion), Mlaștini alcaline, Păduri de fag Luzulo-Fagetum, Păduri de fag Asperulo-Fagetum, Păduri pe pante, grohotișuri și ravene de Tilio-Acerion, Păduri aluvionare cu Alnus glutinosa și Fraxinus excelsior (Alno-Padion, Alnion incanae, Salicion albae).
La baza desemnării sitului se află mai multe specii protejate:
- plante (2): Apium repens, moșișoare (Liparis loeselii)
- nevertebrate (2): fluturele auriu (Euphydryas aurinia), phengaris nausithous (Maculinea nausithous)